# IV liga polska w piłce nożnej (2023/2024)
IV liga 2023/2024 – 16. edycja rozgrywek piątego poziomu ligowego piłki nożnej mężczyzn w Polsce po reorganizacji lig w 2008. Startowały w nich drużyny grające w 17 grupach systemem kołowym.

## Zasady spadki i awansów
IV liga jest szczeblem regionalnym, pośrednim między rozgrywkami grupowymi (III ligi) i okręgowymi (klasy okręgowej/V ligi).
Mistrzowie grup uzyskali awans do III ligi, z wyjątkiem mistrzów grup śląskich, gdzie rozegrano dwumecz barażowy o awans do III ligi. Spadło z kolei od 2 do 6 drużyn do odpowiedniej grupy klasy okręgowej (w woj. małopolskim, mazowieckim, śląskim i wielkopolskim do V ligi), przy czym liczba ta może zwiększyć się zależnie od liczby drużyn spadających z lig wyższych. Ponadto, w niektórych grupach zostały zorganizowane baraże o utrzymanie na V szczeblu rozgrywkowym.

## Grupa I (dolnośląska)

### Drużyny
| Uczestnicy poprzedniej edycji                                                                                 | Uczestnicy poprzedniej edycji | Uczestnicy poprzedniej edycji | Uczestnicy poprzedniej edycji |
| --- | ----------------------------- | ----------------------------- | ----------------------------- |
| grupa wschodnia                                                                                               |                               |                               |                               |
| SŁW | Słowianin Wolibórz            | 1                             |                               |
| LDZ | Lechia Dzierżoniów            | 2                             |                               |
| ŻMI | Piast Żmigród                 | 3                             |                               |
| MJO | Moto Jelcz Oława              | 4                             |                               |
| PŚW | Polonia-Stal Świdnica         | 5                             |                               |
| PNR | Piast Nowa Ruda               | 6                             |                               |
| BRS | Barycz Sułów                  | 72                            |                               |
| grupa zachodnia                                                                                               |                               |                               |                               |
| PŚŚ | Polonia Środa Śląska          | 2                             |                               |
| PRO | Prochowiczanka Prochowice     | 3                             |                               |
| LUB | Łużyce Lubań                  | 4                             |                               |
| GZŁ | Górnik Złotoryja              | 5                             |                               |
| BBO | BKS Bobrzanie Bolesławiec     | 7                             |                               |
| Spadek z III ligi 2022/2023                                                                                   |                               |                               |                               |
| grupa III |                               |                               |                               |
| ML2 | Miedź II Legnica              | 16                            |                               |
| CH2 | Chrobry II Głogów             | 18                            |                               |
| Awans z klasy okręgowej 2022/2023                                                                             |                               |                               |                               |
| grupa Jelenia Góra                                                                                            |                               |                               |                               |
| KSŁ | KS Łomnica                    | 1                             |                               |
| grupa Legnica                                                                                                 |                               |                               |                               |
| ISK | Iskra Księginice              | 1                             |                               |
| grupa Wałbrzych                                                                                               |                               |                               |                               |
| GÓR | Górnik Nowe Miasto Wałbrzych  | 23                            |                               |
| grupa Wrocław                                                                                                 |                               |                               |                               |
| ZEM | Zenit Międzybórz              | 1                             |                               |
| Oznaczenia: - kolumna pierwsza – skróty nazw drużyn, - kolumna trzecia – miejsce zajęte w poprzednim sezonie. |                               |                               |                               |

Objaśnienia:
1. Słowianin Wolibórz przegrał baraże o awans do III ligi z Karkonoszami Jelenia Góra.
2. Ze względu na wycofanie się Apisu Jędrzychowice po zakończeniu sezonu z grupy dolnośląskiej zachód, utrzymanie uzyskała drużyna z najwyższej pozycji z obu grup dolnośląskich – Barycz Sułów[1].
3. Zdrój Jedlina Zdrój zrezygnowała z awansu do IV ligi, w związku z czym awansował Górnik Nowe Miasto Wałbrzych[2].

### Tabela
| Lp. | Drużyna                          | M  | Z  | R | P  | Bramki | Bramki | Różn. | Pkt | Uwagi                       | Bezpośrednio |
| --- | -------------------------------- | -- | -- | - | -- | ------ | ------ | ----- | --- | --------------------------- | ------------ |
| 1   | Miedź II Legnica (M) (A)         | 34 | 27 | 4 | 3  | 132    | 17     | +115  | 85  | Awans do III ligi           |              |
| 2   | Słowianin Wolibórz               | 34 | 26 | 4 | 4  | 90     | 35     | +55   | 82  |                             |              |
| 3   | Barycz Sułów                     | 34 | 24 | 5 | 5  | 105    | 30     | +75   | 77  |                             |              |
| 4   | Moto Jelcz Oława                 | 34 | 24 | 4 | 6  | 95     | 35     | +60   | 76  |                             |              |
| 5   | Piast Żmigród                    | 34 | 20 | 7 | 7  | 73     | 35     | +38   | 67  |                             |              |
| 6   | Łużyce Lubań                     | 34 | 15 | 8 | 11 | 72     | 52     | +20   | 53  |                             |              |
| 7   | Chrobry II Głogów                | 34 | 16 | 4 | 14 | 77     | 63     | +14   | 52  |                             |              |
| 8   | Górnik Złotoryja                 | 34 | 13 | 8 | 13 | 61     | 59     | +2    | 47  | GZŁ – LDZ 5:0 LDZ – GZŁ 1:2 |              |
| 9   | Lechia Dzierżoniów               | 34 | 15 | 2 | 17 | 74     | 70     | +4    | 47  | GZŁ – LDZ 5:0 LDZ – GZŁ 1:2 |              |
| 10  | Piast Nowa Ruda                  | 34 | 13 | 7 | 14 | 45     | 54     | −9    | 46  | PNR – PRO 1:1 PRO – PNR 0:2 |              |
| 11  | Prochowiczanka Prochowice        | 34 | 15 | 1 | 18 | 56     | 73     | −17   | 46  | PNR – PRO 1:1 PRO – PNR 0:2 |              |
| 12  | Polonia-Stal Świdnica1           | 34 | 13 | 6 | 15 | 61     | 57     | +4    | 45  |                             |              |
| 13  | Polonia Środa Śląska (B)         | 34 | 14 | 2 | 18 | 62     | 48     | +14   | 44  | Baraże o utrzymanie         |              |
| 14  | Zenit Międzybórz (B)             | 34 | 11 | 6 | 17 | 51     | 68     | −17   | 39  | Baraże o utrzymanie         |              |
| 15  | Iskra Księginice (B)             | 34 | 10 | 5 | 19 | 53     | 87     | −34   | 35  | Baraże o utrzymanie         |              |
| 16  | Górnik Nowe Miasto Wałbrzych (S) | 34 | 4  | 3 | 27 | 30     | 135    | −105  | 15  | Spadek do klasy okręgowej   |              |
| 17  | KS Łomnica (S)                   | 34 | 3  | 2 | 29 | 22     | 151    | −129  | 11  | Spadek do klasy okręgowej   |              |
| 18  | BKS Bobrzanie Bolesławiec (S)    | 34 | 2  | 4 | 28 | 26     | 116    | −90   | 10  | Spadek do klasy okręgowej   |              |

### Baraże o utrzymanie
Pierwotnie w barażach o utrzymanie miały uczestniczyć drużyny z miejsc 12-15 IV ligi i 4 wicemistrzów grup dolnośląskich klasy okręgowej. Ostatecznie jednak ze względu na rezygnację Apisu Jędrzychowice z awansu do IV ligi, 12. miejsce uzyskało automatyczne utrzymanie, natomiast w barażach wzięły udział drużyny z miejsc 13-15 z IV ligi oraz wicemistrzowie grup Legnica, Wałbrzych i Wrocław klasy okręgowej. Zwycięzcy uzyskali możliwość gry w IV lidze w następnym sezonie. 
| 22 czerwca 2024 17:00 | Zenit Międzybórz · ?'? · ?'? · ?'? | 3:3 k. 2:4(?:?) | Bielawianka Bielawa · ?'? · ?'? · ?'? |  |
|                       |                                    |                 |                                       |  |

Zwycięzca: Bielawianka Bielawa
| 23 czerwca 2024 12:00 | Polonia Środa Śląska · ?'? · ?'? · ?'? | 3:0(?:?) | Błękitni Kościelec |  |
|                       |                                        |          |                    |  |

Zwycięzca: Polonia Środa Śląska
| 23 czerwca 2024 17:00 | Iskra Księginice · ?'? · ?'? · ?'? | 3:0(?:?) | MKP Wołów |  |
|                       |                                    |          |           |  |

Zwycięzca: Iskra Księginice

## Grupa II (kujawsko-pomorska)

### Drużyny
| Uczestnicy poprzedniej edycji                                                                                 | Uczestnicy poprzedniej edycji | Uczestnicy poprzedniej edycji | Uczestnicy poprzedniej edycji |
| --- | ----------------------------- | ----------------------------- | ----------------------------- |
| CHE | Chemik Bydgoszcz              | 3                             |                               |
| WDA | Wda Świecie                   | 4                             |                               |
| CUI | Cuiavia Inowrocław            | 5                             |                               |
| TŁU | Tłuchovia Tłuchowo            | 6                             |                               |
| IKU | Kujawianka Izbica Kujawska    | 7                             |                               |
| PGM | Pogoń Mogilno                 | 8                             |                               |
| SPB | Sparta Brodnica               | 9                             |                               |
| STP | Start Pruszcz                 | 10                            |                               |
| PSE | Pomorzanin Serock             | 11                            |                               |
| PTO | Pomorzanin Toruń              | 12                            |                               |
| RYP | Lech Rypin                    | 13                            |                               |
| NŁA | Noteć Łabiszyn                | 14                            |                               |
| CHC | Chełminianka Chełmno          | 15                            |                               |
| LID | Lider Włocławek               | 161,2                         |                               |
| Awans z klasy okręgowej 2022/2023                                                                             |                               |                               |                               |
| grupa kujawsko-pomorska I                                                                                     |                               |                               |                               |
| UNW | Unia Wąbrzeźno                | 1                             |                               |
| PBD | Polonia Bydgoszcz             | 2                             |                               |
| grupa kujawsko-pomorska II                                                                                    |                               |                               |                               |
| OAK | Orlęta Aleksandrów Kujawski   | 1                             |                               |
| ŁBK | Łokietek Brześć Kujawski      | 2                             |                               |
| Oznaczenia: - kolumna pierwsza – skróty nazw drużyn, - kolumna trzecia – miejsce zajęte w poprzednim sezonie. |                               |                               |                               |

Objaśnienia:
1. Włocłavia Włocławek nie otrzymała licencji na grę w IV lidze, w związku z czym utrzymał się Lider Włocławek[5].
2. Lider Włocławek wycofał się z rozgrywek po rundzie jesiennej.

### Tabela
| Lp. | Drużyna                        | M  | Z  | R  | P  | Bramki | Bramki | Różn. | Pkt | Uwagi                       | Bezpośrednio |
| --- | ------------------------------ | -- | -- | -- | -- | ------ | ------ | ----- | --- | --------------------------- | ------------ |
| 1   | Wda Świecie (M) (A)            | 34 | 32 | 1  | 1  | 105    | 20     | +85   | 97  | Awans do III ligi           |              |
| 2   | Chemik Bydgoszcz               | 34 | 23 | 6  | 5  | 82     | 20     | +62   | 75  |                             |              |
| 3   | Tłuchovia Tłuchowo             | 34 | 21 | 5  | 8  | 112    | 36     | +76   | 68  |                             |              |
| 4   | Start Pruszcz                  | 34 | 19 | 3  | 12 | 85     | 61     | +24   | 60  |                             |              |
| 5   | Cuiavia Inowrocław             | 34 | 16 | 10 | 8  | 68     | 48     | +20   | 58  | CUI – RYP 2:0 RYP – CUI 1:1 |              |
| 6   | Lech Rypin                     | 34 | 17 | 7  | 10 | 63     | 49     | +14   | 58  | CUI – RYP 2:0 RYP – CUI 1:1 |              |
| 7   | Unia Wąbrzeźno                 | 34 | 15 | 6  | 13 | 49     | 49     | 0     | 51  | UNW – PGM 3:1 PGM – UNW 1:3 |              |
| 8   | Pogoń Mogilno                  | 34 | 15 | 6  | 13 | 101    | 63     | +38   | 51  | UNW – PGM 3:1 PGM – UNW 1:3 |              |
| 9   | Noteć Łabiszyn                 | 34 | 15 | 5  | 14 | 61     | 69     | −8    | 50  |                             |              |
| 10  | Pomorzanin Serock              | 34 | 13 | 10 | 11 | 57     | 46     | +11   | 49  | PSE – SPB 0:1 SPB – PSE 0:1 |              |
| 11  | Sparta Brodnica                | 34 | 15 | 4  | 15 | 64     | 59     | +5    | 49  | PSE – SPB 0:1 SPB – PSE 0:1 |              |
| 12  | Orlęta Aleksandrów Kujawski    | 34 | 13 | 9  | 12 | 63     | 60     | +3    | 48  | OAK – PBD 4:0 PBD – OAK 1:0 |              |
| 13  | Polonia Bydgoszcz              | 34 | 13 | 9  | 12 | 69     | 59     | +10   | 48  | OAK – PBD 4:0 PBD – OAK 1:0 |              |
| 14  | Łokietek Brześć Kujawski       | 34 | 9  | 10 | 15 | 64     | 73     | −9    | 37  |                             |              |
| 15  | Kujawianka Izbica Kujawska (S) | 34 | 9  | 4  | 21 | 53     | 103    | −50   | 31  | Spadek do klasy okręgowej   |              |
| 16  | Chełminianka Chełmno (S)       | 34 | 6  | 6  | 22 | 35     | 97     | −62   | 24  | Spadek do klasy okręgowej   |              |
| 17  | Pomorzanin Toruń (S)           | 34 | 3  | 1  | 30 | 25     | 136    | −111  | 10  | Spadek do klasy okręgowej   |              |
| 18  | Lider Włocławek1               | 34 | 1  | 0  | 33 | 15     | 123    | −108  | 3   | Drużyna wycofana            |              |

## Grupa III (lubelska)

### Drużyny
| Uczestnicy poprzedniej edycji                                                                                 | Uczestnicy poprzedniej edycji | Uczestnicy poprzedniej edycji | Uczestnicy poprzedniej edycji |
| --- | ----------------------------- | ----------------------------- | ----------------------------- |
| TTL | Tomasovia Tomaszów Lubelski   | 2                             |                               |
| SKR | Start Krasnystaw              | 3                             |                               |
| KRA | Stal Kraśnik                  | 4                             |                               |
| STA | Stal Poniatowa                | 5                             |                               |
| MO2 | Motor II Lublin               | 6                             |                               |
| LLU | Lewart Lubartów               | 7                             |                               |
| HMI | Huragan Międzyrzec Podlaski   | 8                             |                               |
| GRY | Gryf Gmina Zamość             | 9                             |                               |
| GBY | Granit Bychawa                | 10                            |                               |
| ŁĘ2 | Górnik II Łęczna              | 12                            |                               |
| OLU | Opolanin Opole Lubelskie      | 13                            |                               |
| WER | Kryształ Werbkowice           | 14                            |                               |
| Spadek z III ligi 2022/2023                                                                                   |                               |                               |                               |
| grupa IV |                               |                               |                               |
| LUB | Lublinianka Lublin            | 17                            |                               |
| Awans z klasy okręgowej 2022/2023                                                                             |                               |                               |                               |
| grupa Biała Podlaska                                                                                          |                               |                               |                               |
| KAK | Grom Kąkolewnica              | 21                            |                               |
| grupa Chełm                                                                                                   |                               |                               |                               |
| OGW | Ogniwo Wierzbica              | 1                             |                               |
| grupa Lublin                                                                                                  |                               |                               |                               |
| KSD | KS Drzewce                    | 1                             |                               |
| JAL | Janowianka Janów Lubelski     | 2                             |                               |
| grupa Zamość                                                                                                  |                               |                               |                               |
| BIŁ | Łada 1945 Biłgoraj            | 1                             |                               |
| Oznaczenia: - kolumna pierwsza – skróty nazw drużyn, - kolumna trzecia – miejsce zajęte w poprzednim sezonie. |                               |                               |                               |

Objaśnienia:
1. Lutnia Piszczac zrezygnowała z awansu do IV ligi, w związku z czym awans uzyskał Grom Kąkolewnica.

### Tabela
| Lp. | Drużyna                     | M  | Z  | R  | P  | Bramki | Bramki | Różn. | Pkt | Uwagi                       | Bezpośrednio              |
| --- | --------------------------- | -- | -- | -- | -- | ------ | ------ | ----- | --- | --------------------------- | ------------------------- |
| 1   | Lewart Lubartów (M) (A)     | 34 | 26 | 4  | 4  | 78     | 23     | +55   | 82  | Awans do III ligi           |                           |
| 2   | Janowianka Janów Lubelski   | 34 | 24 | 6  | 4  | 84     | 29     | +55   | 78  |                             |                           |
| 3   | Stal Kraśnik                | 34 | 23 | 5  | 6  | 83     | 31     | +52   | 74  |                             |                           |
| 4   | Łada 1945 Biłgoraj          | 34 | 20 | 4  | 10 | 66     | 42     | +24   | 64  |                             |                           |
| 5   | Start Krasnystaw            | 34 | 19 | 4  | 11 | 59     | 46     | +13   | 61  |                             |                           |
| 6   | KS Drzewce2 (S)             | 34 | 17 | 7  | 10 | 71     | 49     | +22   | 58  | Spadek do klasy okręgowej   |                           |
| 7   | Opolanin Opole Lubelskie    | 34 | 16 | 6  | 12 | 70     | 54     | +16   | 54  |                             |                           |
| 8   | Tomasovia Tomaszów Lubelski | 34 | 13 | 9  | 12 | 54     | 42     | +12   | 48  |                             |                           |
| 9   | Lublinianka Lublin          | 34 | 14 | 5  | 15 | 49     | 42     | +7    | 47  |                             |                           |
| 10  | Kryształ Werbkowice3 (S)    | 34 | 12 | 8  | 14 | 54     | 70     | −16   | 44  | Spadek do klasy okręgowej   |                           |
| 11  | Motor II Lublin             | 34 | 12 | 6  | 16 | 53     | 65     | −12   | 42  |                             |                           |
| 12  | Gryf Gmina Zamość           | 34 | 11 | 8  | 15 | 45     | 54     | −9    | 41  |                             |                           |
| 13  | Huragan Międzyrzec Podlaski | 34 | 10 | 5  | 19 | 41     | 60     | −19   | 35  |                             |                           |
| 14  | Górnik II Łęczna1           | 34 | 8  | 10 | 16 | 40     | 55     | −15   | 34  | ŁĘ2 – STA 2:0 STA – ŁĘ2 0:4 |                           |
| 15  | Stal Poniatowa2 (S)         | 34 | 9  | 7  | 18 | 44     | 66     | −22   | 34  | ŁĘ2 – STA 2:0 STA – ŁĘ2 0:4 | Spadek do klasy okręgowej |
| 16  | Granit Bychawa4             | 34 | 7  | 3  | 24 | 31     | 79     | −48   | 24  |                             |                           |
| 17  | Grom Kąkolewnica4 (S)       | 34 | 5  | 8  | 21 | 34     | 83     | −49   | 23  | Spadek do klasy okręgowej   |                           |
| 18  | Ogniwo Wierzbica4 (S)       | 34 | 5  | 5  | 24 | 34     | 89     | −55   | 20  | Spadek do klasy okręgowej   |                           |

## Grupa IV (lubuska)

### Drużyny
| Uczestnicy poprzedniej edycji                                                                                 | Uczestnicy poprzedniej edycji | Uczestnicy poprzedniej edycji | Uczestnicy poprzedniej edycji |
| --- | ----------------------------- | ----------------------------- | ----------------------------- |
| ZBĄ | Syrena Zbąszynek              | 2                             |                               |
| PSŁ | Polonia Słubice               | 3                             |                               |
| ONI | Odra Nietków                  | 4                             |                               |
| ILR | Ilanka Rzepin                 | 5                             |                               |
| DRE | Lubuszanin Drezdenko          | 6                             |                               |
| DPR | Dąb Przybyszów                | 7                             |                               |
| CŻA | Czarni Żagań                  | 8                             |                               |
| POG | Pogoń Świebodzin              | 9                             |                               |
| LZ2 | Lechia II Zielona Góra        | 10                            |                               |
| OŚN | Spójnia Ośno Lubuskie         | 11                            |                               |
| KUR | Meprozet Stare Kurowo         | 12                            |                               |
| SKW | Pogoń Skwierzyna              | 13                            |                               |
| PRŻ | Promień Żary                  | 14                            |                               |
| KKO | Korona Kożuchów               | 15                            |                               |
| Awans z klasy okręgowej 2022/2023                                                                             |                               |                               |                               |
| grupa Gorzów Wielkopolski                                                                                     |                               |                               |                               |
| GW2 | Warta II Gorzów Wielkopolski  | 1                             |                               |
| SSU | Stal Sulęcin                  | 2                             |                               |
| grupa Zielona Góra                                                                                            |                               |                               |                               |
| SJA | Stal Jasień                   | 1                             |                               |
| SPR | Sprotavia Szprotawa           | 2                             |                               |
| Oznaczenia: - kolumna pierwsza – skróty nazw drużyn, - kolumna trzecia – miejsce zajęte w poprzednim sezonie. |                               |                               |                               |

### Tabela
| Lp. | Drużyna                       | M  | Z  | R | P  | Bramki | Bramki | Różn. | Pkt | Uwagi                       | Bezpośrednio |
| --- | ----------------------------- | -- | -- | - | -- | ------ | ------ | ----- | --- | --------------------------- | ------------ |
| 1   | Polonia Słubice (M) (A)       | 34 | 25 | 4 | 5  | 91     | 41     | +50   | 79  | Awans do III ligi           |              |
| 2   | Ilanka Rzepin                 | 34 | 24 | 5 | 5  | 108    | 41     | +67   | 77  |                             |              |
| 3   | Lubuszanin Drezdenko          | 34 | 20 | 6 | 8  | 70     | 35     | +35   | 66  |                             |              |
| 4   | Syrena Zbąszynek              | 34 | 18 | 7 | 9  | 78     | 50     | +28   | 61  | ZBĄ – SJA 3:1 SJA – ZBĄ 3:2 |              |
| 5   | Stal Jasień                   | 34 | 18 | 7 | 9  | 73     | 46     | +27   | 61  | ZBĄ – SJA 3:1 SJA – ZBĄ 3:2 |              |
| 6   | Pogoń Świebodzin              | 34 | 17 | 7 | 10 | 55     | 36     | +19   | 58  |                             |              |
| 7   | Odra Nietków                  | 34 | 16 | 9 | 9  | 67     | 36     | +31   | 57  |                             |              |
| 8   | Lechia II Zielona Góra        | 34 | 15 | 8 | 11 | 61     | 48     | +13   | 53  |                             |              |
| 9   | Czarni Żagań                  | 34 | 15 | 5 | 14 | 53     | 70     | −17   | 50  |                             |              |
| 10  | Dąb Przybyszów                | 34 | 14 | 7 | 13 | 66     | 70     | −4    | 49  |                             |              |
| 11  | Sprotavia Szprotawa           | 34 | 12 | 4 | 18 | 60     | 75     | −15   | 40  |                             |              |
| 12  | Promień Żary                  | 34 | 10 | 8 | 16 | 51     | 62     | −11   | 38  | PRŻ – GW2 2:0 GW2 – PRŻ 1:2 |              |
| 13  | Warta II Gorzów Wielkopolski1 | 34 | 11 | 5 | 18 | 47     | 62     | −15   | 38  | PRŻ – GW2 2:0 GW2 – PRŻ 1:2 |              |
| 14  | Meprozet Stare Kurowo2        | 34 | 9  | 9 | 16 | 50     | 63     | −13   | 36  | Drużyna wycofana            |              |
| 15  | Pogoń Skwierzyna1             | 34 | 8  | 8 | 18 | 51     | 63     | −12   | 32  |                             |              |
| 16  | Stal Sulęcin2                 | 34 | 8  | 5 | 21 | 40     | 94     | −54   | 29  |                             |              |
| 17  | Korona Kożuchów (S)           | 34 | 7  | 6 | 21 | 29     | 69     | −40   | 27  | Spadek do klasy okręgowej   |              |
| 18  | Spójnia Ośno Lubuskie (S)     | 34 | 2  | 4 | 28 | 47     | 136    | −89   | 10  | Spadek do klasy okręgowej   |              |

## Grupa V (łódzka)

### Drużyny
| Uczestnicy poprzedniej edycji                                                                                 | Uczestnicy poprzedniej edycji | Uczestnicy poprzedniej edycji | Uczestnicy poprzedniej edycji |
| --- | ----------------------------- | ----------------------------- | ----------------------------- |
| WI2 | Widzew II Łódź                | 2                             |                               |
| RKS | RKS Radomsko                  | 3                             |                               |
| AKS | AKS SMS Łódź                  | 4                             |                               |
| KUT | KS Kutno                      | 5                             |                               |
| ORB | Orkan Buczek                  | 6                             |                               |
| PPT | Polonia Piotrków Trybunalski  | 7                             |                               |
| SOK | Sokół Aleksandrów Łódzki      | 8                             |                               |
| SSU | Skalnik Sulejów               | 9                             |                               |
| STR | Zjednoczeni Stryków           | 10                            |                               |
| OMG | Omega Kleszczów               | 11                            |                               |
| BZG | Boruta Zgierz                 | 12                            |                               |
| CER | Ceramika Opoczno              | 13                            |                               |
| ZWY | Zryw Wygoda                   | 14                            |                               |
| WZE | Włókniarz Zelów               | 15                            |                               |
| Awans z klasy okręgowej 2022/2023                                                                             |                               |                               |                               |
| grupa Łódź |                               |                               |                               |
| ŁK3 | ŁKS III Łódź                  | 1                             |                               |
| grupa Piotrków Trybunalski                                                                                    |                               |                               |                               |
| SZW | Szczerbiec Wolbórz            | 1                             |                               |
| grupa Sieradz                                                                                                 |                               |                               |                               |
| WDZ | Warta Działoszyn              | 21                            |                               |
| grupa Skierniewice                                                                                            |                               |                               |                               |
| BRZ | Start Brzeziny                | 1                             |                               |
| Oznaczenia: - kolumna pierwsza – skróty nazw drużyn, - kolumna trzecia – miejsce zajęte w poprzednim sezonie. |                               |                               |                               |

Objaśnienia:
1. Warta II Sieradz zrezygnowała z awansu do IV ligi, w związku z czym awansowała Warta Działoszyn.

### Tabela
| Lp. | Drużyna                          | M  | Z  | R | P  | Bramki | Bramki | Różn. | Pkt | Uwagi                       | Bezpośrednio              |
| --- | -------------------------------- | -- | -- | - | -- | ------ | ------ | ----- | --- | --------------------------- | ------------------------- |
| 1   | Sokół Aleksandrów Łódzki (M) (A) | 34 | 26 | 6 | 2  | 83     | 25     | +58   | 84  | Awans do III ligi           |                           |
| 2   | Widzew II Łódź                   | 34 | 22 | 9 | 3  | 101    | 30     | +71   | 75  |                             |                           |
| 3   | RKS Radomsko                     | 34 | 21 | 7 | 6  | 72     | 31     | +41   | 70  |                             |                           |
| 4   | Polonia Piotrków Trybunalski     | 34 | 18 | 7 | 9  | 72     | 54     | +18   | 61  |                             |                           |
| 5   | AKS SMS Łódź                     | 34 | 18 | 6 | 10 | 78     | 50     | +28   | 60  |                             |                           |
| 6   | Ceramika Opoczno                 | 34 | 16 | 8 | 10 | 58     | 47     | +11   | 56  |                             |                           |
| 7   | Orkan Buczek                     | 34 | 15 | 5 | 14 | 66     | 54     | +12   | 50  | ORB – KUT 3:2 KUT – ORB 3:2 |                           |
| 8   | KS Kutno                         | 34 | 14 | 8 | 12 | 55     | 49     | +6    | 50  | ORB – KUT 3:2 KUT – ORB 3:2 |                           |
| 9   | Zryw Wygoda                      | 34 | 14 | 6 | 14 | 69     | 65     | +4    | 48  |                             |                           |
| 10  | ŁKS III Łódź                     | 34 | 13 | 6 | 15 | 69     | 70     | −1    | 45  |                             |                           |
| 11  | Start Brzeziny                   | 34 | 13 | 5 | 16 | 49     | 52     | −3    | 44  |                             |                           |
| 12  | Zjednoczeni Stryków              | 34 | 12 | 7 | 15 | 60     | 61     | −1    | 43  |                             |                           |
| 13  | Omega Kleszczów                  | 34 | 13 | 2 | 19 | 42     | 59     | −17   | 41  |                             |                           |
| 14  | Warta Działoszyn                 | 34 | 12 | 3 | 19 | 68     | 94     | −26   | 39  |                             |                           |
| 15  | Skalnik Sulejów                  | 34 | 9  | 8 | 17 | 48     | 68     | −20   | 35  | SSU – BZG 1:1 BZG – SSU 0:3 |                           |
| 16  | Boruta Zgierz (S)                | 34 | 10 | 5 | 19 | 46     | 64     | −18   | 35  | SSU – BZG 1:1 BZG – SSU 0:3 | Spadek do klasy okręgowej |
| 17  | Szczerbiec Wolbórz (S)           | 34 | 6  | 2 | 26 | 28     | 92     | −64   | 20  |                             | Spadek do klasy okręgowej |
| 18  | Włókniarz Zelów (S)              | 34 | 2  | 4 | 28 | 21     | 120    | −99   | 10  |                             | Spadek do klasy okręgowej |

## Grupa VI (małopolska)

### Drużyny
| Uczestnicy poprzedniej edycji                                                                                 | Uczestnicy poprzedniej edycji     | Uczestnicy poprzedniej edycji | Uczestnicy poprzedniej edycji |
| --- | --------------------------------- | ----------------------------- | ----------------------------- |
| BB2 | Bruk-Bet Termalica II Nieciecza   | 2                             |                               |
| LJA | LKS Jawiszowice                   | 3                             |                               |
| ORY | Orzeł Ryczów                      | 4                             |                               |
| MAN | Lubań Maniowy                     | 5                             |                               |
| BAR | Barciczanka Barcice               | 6                             |                               |
| WWR | Wolania Wola Rzędzińska           | 7                             |                               |
| GOR | Glinik Gorlice                    | 8                             |                               |
| PMU | Poprad Muszyna                    | 9                             |                               |
| RAZ | Wierchy Rabka Zdrój               | 102                           |                               |
| BES | Beskid Andrychów                  | 11                            |                               |
| KZE | Kalwarianka Kalwaria Zebrzydowska | 12                            |                               |
| DAL | Dalin Myślenice                   | 13                            |                               |
| OŚW | Unia Oświęcim                     | 14                            |                               |
| LIM | Limanovia Limanowa                | 15                            |                               |
| Awans z V ligi 2022/2023                                                                                      |                                   |                               |                               |
| grupa małopolska wschodnia                                                                                    |                                   |                               |                               |
| BTA | Watra Białka Tatrzańska           | 1                             |                               |
| BOC | Bocheński KS                      | 2                             |                               |
| grupa małopolska zachodnia                                                                                    |                                   |                               |                               |
| NNW | Niwa Nowa Wieś                    | 1                             |                               |
| TRZ | MKS Trzebinia                     | 2                             |                               |
| Oznaczenia: - kolumna pierwsza – skróty nazw drużyn, - kolumna trzecia – miejsce zajęte w poprzednim sezonie. |                                   |                               |                               |

| Uczestnicy dołączeni do ligi | Uczestnicy dołączeni do ligi |
| ---------------------------- | ---------------------------- |
| Wisła II Kraków              | -1                           |

Objaśnienia:
1. Wisła II Kraków została dołączona do rozgrywek[12].
2. Wierchy Rabka Zdrój wycofała się po rundzie jesiennej.

### Tabela
| Lp. | Drużyna                            | M  | Z  | R  | P  | Bramki | Bramki | Różn. | Pkt | Uwagi                                                         | Bezpośrednio                |
| --- | ---------------------------------- | -- | -- | -- | -- | ------ | ------ | ----- | --- | ------------------------------------------------------------- | --------------------------- |
| 1   | Wisła II Kraków (M) (A)            | 36 | 29 | 6  | 1  | 114    | 33     | +81   | 93  | Awans do III ligi                                             |                             |
| 2   | LKS Jawiszowice                    | 36 | 24 | 7  | 5  | 83     | 35     | +48   | 79  |                                                               |                             |
| 3   | Orzeł Ryczów                       | 36 | 24 | 6  | 6  | 94     | 38     | +56   | 78  |                                                               |                             |
| 4   | Bocheński KS                       | 36 | 19 | 10 | 7  | 75     | 46     | +29   | 67  |                                                               |                             |
| 5   | Beskid Andrychów                   | 36 | 18 | 6  | 12 | 67     | 54     | +13   | 60  |                                                               |                             |
| 6   | Dalin Myślenice                    | 36 | 17 | 8  | 11 | 65     | 52     | +13   | 59  |                                                               |                             |
| 7   | Lubań Maniowy                      | 36 | 16 | 7  | 13 | 58     | 54     | +4    | 55  |                                                               |                             |
| 8   | Limanovia Limanowa                 | 36 | 15 | 8  | 13 | 63     | 59     | +4    | 53  |                                                               |                             |
| 9   | Barciczanka Barcice2               | 36 | 13 | 10 | 13 | 76     | 87     | −11   | 49  | Drużyna wycofana                                              | BAR – BB2 2:1 BB2 – BAR 2:2 |
| 10  | Bruk-Bet Termalica II Nieciecza    | 36 | 14 | 7  | 15 | 73     | 70     | +3    | 49  |                                                               | BAR – BB2 2:1 BB2 – BAR 2:2 |
| 11  | Poprad Muszyna                     | 36 | 13 | 8  | 15 | 70     | 64     | +6    | 47  |                                                               |                             |
| 12  | Watra Białka Tatrzańska            | 36 | 12 | 8  | 16 | 41     | 52     | −11   | 44  | BTA: 7 pkt, różn. +1 WWR: 6 pkt, różn. 0 GOR: 4 pkt, różn. -1 |                             |
| 13  | Wolania Wola Rzędzińska            | 36 | 13 | 5  | 18 | 68     | 71     | −3    | 44  | BTA: 7 pkt, różn. +1 WWR: 6 pkt, różn. 0 GOR: 4 pkt, różn. -1 |                             |
| 14  | Glinik Gorlice                     | 36 | 12 | 8  | 16 | 65     | 60     | +5    | 44  | BTA: 7 pkt, różn. +1 WWR: 6 pkt, różn. 0 GOR: 4 pkt, różn. -1 |                             |
| 15  | Kalwarianka Kalwaria Zebrzydowska2 | 36 | 11 | 10 | 15 | 56     | 63     | −7    | 43  |                                                               |                             |
| 16  | MKS Trzebinia3                     | 36 | 10 | 5  | 21 | 52     | 86     | −34   | 35  |                                                               |                             |
| 17  | Unia Oświęcim (S)                  | 36 | 9  | 4  | 23 | 52     | 93     | −41   | 31  | Spadek do V ligi                                              |                             |
| 18  | Niwa Nowa Wieś (S)                 | 36 | 7  | 3  | 26 | 43     | 99     | −56   | 24  | Spadek do V ligi                                              |                             |
| 19  | Wierchy Rabka Zdrój1               | 36 | 3  | 0  | 33 | 19     | 118    | −99   | 9   | Drużyna wycofana                                              |                             |

## Grupa VII (mazowiecka)

### Drużyny
| Uczestnicy poprzedniej edycji                                                                                 | Uczestnicy poprzedniej edycji | Uczestnicy poprzedniej edycji | Uczestnicy poprzedniej edycji |
| --- | ----------------------------- | ----------------------------- | ----------------------------- |
| MMM | Mazovia Mińsk Mazowiecki      | 2                             |                               |
| CKT | KS CK Troszyn                 | 3                             |                               |
| WP2 | Wisła II Płock                | 4                             |                               |
| ZZA | Ząbkovia Ząbki                | 5                             |                               |
| PIA | MKS Piaseczno                 | 6                             |                               |
| HUT | Hutnik Warszawa               | 7                             |                               |
| MSZ | Mszczonowianka Mszczonów      | 8                             |                               |
| MAZ | Mazur Karczew                 | 9                             |                               |
| RAS | KS Raszyn                     | 10                            |                               |
| MMA | Marcovia Marki                | 11                            |                               |
| PRZ | Oskar Przysucha               | 12                            |                               |
| GAR | Wilga Garwolin                | 13                            |                               |
| Spadek z III ligi 2022/2023                                                                                   |                               |                               |                               |
| grupa I |                               |                               |                               |
| BBL | Błonianka Błonie              | 17                            |                               |
| URS | Ursus Warszawa                | 18                            |                               |
| Awans z V ligi 2022/2023                                                                                      |                               |                               |                               |
| grupa mazowiecka I                                                                                            |                               |                               |                               |
| KTS | KTS Weszło                    | 1                             |                               |
| SSE | Sokół Serock                  | 2                             |                               |
| grupa mazowiecka II                                                                                           |                               |                               |                               |
| JÓZ | Józefovia Józefów             | 1                             |                               |
| DJE | Drogowiec Jedlińsk            | 2                             |                               |
| Oznaczenia: - kolumna pierwsza – skróty nazw drużyn, - kolumna trzecia – miejsce zajęte w poprzednim sezonie. |                               |                               |                               |

### Tabela
| Lp. | Drużyna                  | M  | Z  | R | P  | Bramki | Bramki | Różn. | Pkt | Uwagi                       | Bezpośrednio |
| --- | ------------------------ | -- | -- | - | -- | ------ | ------ | ----- | --- | --------------------------- | ------------ |
| 1   | Wisła II Płock (M) (A)   | 34 | 27 | 2 | 5  | 102    | 23     | +79   | 83  | Awans do III ligi           |              |
| 2   | Ząbkovia Ząbki           | 34 | 24 | 5 | 5  | 96     | 39     | +57   | 77  |                             |              |
| 3   | KS CK Troszyn            | 34 | 23 | 6 | 5  | 81     | 40     | +41   | 75  |                             |              |
| 4   | KTS Weszło               | 34 | 22 | 6 | 6  | 100    | 39     | +61   | 72  |                             |              |
| 5   | Hutnik Warszawa          | 34 | 20 | 8 | 6  | 71     | 39     | +32   | 68  |                             |              |
| 6   | Mszczonowianka Mszczonów | 34 | 19 | 9 | 6  | 72     | 44     | +28   | 66  |                             |              |
| 7   | Ursus Warszawa           | 34 | 18 | 6 | 10 | 61     | 47     | +14   | 60  |                             |              |
| 8   | Mazovia Mińsk Mazowiecki | 34 | 17 | 6 | 11 | 92     | 63     | +29   | 57  |                             |              |
| 9   | Oskar Przysucha          | 34 | 12 | 7 | 15 | 46     | 59     | −13   | 43  | PRZ – PIA 3:3 PIA – PRZ 1:2 |              |
| 10  | MKS Piaseczno            | 34 | 12 | 7 | 15 | 63     | 75     | −12   | 43  | PRZ – PIA 3:3 PIA – PRZ 1:2 |              |
| 11  | Józefovia Józefów        | 34 | 11 | 9 | 14 | 49     | 74     | −25   | 42  |                             |              |
| 12  | Wilga Garwolin           | 34 | 11 | 6 | 17 | 55     | 66     | −11   | 39  |                             |              |
| 13  | Błonianka Błonie         | 34 | 10 | 6 | 18 | 44     | 64     | −20   | 36  |                             |              |
| 14  | Mazur Karczew (S)        | 34 | 9  | 8 | 17 | 47     | 70     | −23   | 35  | Spadek do V ligi            |              |
| 15  | Marcovia Marki (S)       | 34 | 9  | 4 | 21 | 44     | 73     | −29   | 31  | Spadek do V ligi            |              |
| 16  | KS Raszyn (S)            | 34 | 6  | 2 | 26 | 29     | 100    | −71   | 20  | Spadek do V ligi            |              |
| 17  | Sokół Serock (S)         | 34 | 5  | 2 | 27 | 39     | 99     | −60   | 17  | Spadek do V ligi            |              |
| 18  | Drogowiec Jedlińsk (S)   | 34 | 1  | 1 | 32 | 19     | 96     | −77   | 4   | Spadek do V ligi            |              |

## Grupa VIII (opolska)

### Drużyny
| Uczestnicy poprzedniej edycji                                                                                 | Uczestnicy poprzedniej edycji | Uczestnicy poprzedniej edycji | Uczestnicy poprzedniej edycji |
| --- | ----------------------------- | ----------------------------- | ----------------------------- |
| RZD | Ruch Zdzieszowice             | 2                             |                               |
| MAŁ | Małapanew Ozimek              | 3                             |                               |
| FGŁ | Fortuna Głogówek              | 4                             |                               |
| GOG | MKS Gogolin                   | 5                             |                               |
| OD2 | Odra II Opole                 | 6                             |                               |
| PWI | Porawie Większyce             | 7                             |                               |
| PTR | LZS Piotrówka                 | 8                             |                               |
| LWA | LZS Walce                     | 9                             |                               |
| POP | Piast Strzelce Opolskie       | 10                            |                               |
| VCH | Victoria Chróścice            | 11                            |                               |
| Spadek z III ligi 2022/2023                                                                                   |                               |                               |                               |
| grupa III |                               |                               |                               |
| STB | Stal Brzeg                    | 14                            |                               |
| PNY | Polonia Nysa                  | 15                            |                               |
| Awans z klasy okręgowej 2022/2023                                                                             |                               |                               |                               |
| grupa opolska I                                                                                               |                               |                               |                               |
| LZB | LZS Bogacica                  | 1                             |                               |
| PKA | Polonia Karłowice             | 21                            |                               |
| grupa opolska II                                                                                              |                               |                               |                               |
| LDO | LZS Domaszkowice              | 1                             |                               |
| PPR | Pogoń Prudnik                 | 2                             |                               |
| Oznaczenia: - kolumna pierwsza – skróty nazw drużyn, - kolumna trzecia – miejsce zajęte w poprzednim sezonie. |                               |                               |                               |

Objaśnienia:
1. Polonia Karłowice wygrała baraże o awans do IV ligi z OKS-em Olesno.
2. Pogoń Prudnik wygrał baraże o awans do IV ligi ze Skalnikami Gracze.

### Tabela
| Lp. | Drużyna                 | M  | Z  | R  | P  | Bramki | Bramki | Różn. | Pkt | Uwagi                       | Bezpośrednio        |
| --- | ----------------------- | -- | -- | -- | -- | ------ | ------ | ----- | --- | --------------------------- | ------------------- |
| 1   | Stal Brzeg (M) (A)      | 30 | 22 | 7  | 1  | 103    | 23     | +80   | 73  | Awans do III ligi           |                     |
| 2   | Małapanew Ozimek        | 30 | 22 | 6  | 2  | 80     | 28     | +52   | 72  |                             |                     |
| 3   | LZS Bogacica            | 30 | 22 | 3  | 5  | 109    | 34     | +75   | 69  |                             |                     |
| 4   | Ruch Zdzieszowice       | 30 | 19 | 5  | 6  | 84     | 49     | +35   | 62  |                             |                     |
| 5   | Piast Strzelce Opolskie | 30 | 13 | 10 | 7  | 61     | 40     | +21   | 49  |                             |                     |
| 6   | Fortuna Głogówek        | 30 | 14 | 5  | 11 | 49     | 48     | +1    | 47  |                             |                     |
| 7   | Polonia Nysa            | 30 | 14 | 2  | 14 | 67     | 54     | +13   | 44  |                             |                     |
| 8   | Polonia Karłowice       | 30 | 10 | 9  | 11 | 50     | 63     | −13   | 39  |                             |                     |
| 9   | Victoria Chróścice      | 30 | 11 | 5  | 14 | 49     | 64     | −15   | 38  |                             |                     |
| 10  | Porawie Większyce       | 30 | 10 | 7  | 13 | 51     | 59     | −8    | 37  |                             |                     |
| 11  | LZS Piotrówka           | 30 | 11 | 2  | 17 | 49     | 73     | −24   | 35  |                             |                     |
| 12  | Odra II Opole           | 30 | 9  | 5  | 16 | 54     | 61     | −7    | 32  | OD2 – LDO 3:0 LDO – OD2 1:1 |                     |
| 13  | LZS Domaszkowice (B)    | 30 | 9  | 5  | 16 | 44     | 79     | −35   | 32  | OD2 – LDO 3:0 LDO – OD2 1:1 | Baraże o utrzymanie |
| 14  | LZS Walce (B)           | 30 | 9  | 4  | 17 | 42     | 58     | −16   | 31  |                             | Baraże o utrzymanie |
| 15  | MKS Gogolin (S)         | 30 | 5  | 3  | 22 | 35     | 76     | −41   | 18  | Spadek do klasy okręgowej   |                     |
| 16  | Pogoń Prudnik (S)       | 30 | 1  | 0  | 29 | 22     | 140    | −118  | 3   | Spadek do klasy okręgowej   |                     |

### Baraże o utrzymanie
W barażach o utrzymanie wzięły udział drużyny z miejsc 12-13 z IV ligi oraz wicemistrzowie obu grup opolskich klasy okręgowych. Zwycięzcy uzyskali możliwość gry w IV lidze w następnym sezonie.
| 8 czerwca 2024 17:00 | Czarni Otmuchów | 0:0(0:0) | LZS Walce |  |
|                      |                 |          |           |  |

| 12 czerwca 2024 18:00 | LZS Walce | 0:0 k. 9:8(0:0) | Czarni Otmuchów |  |
|                       |           |                 |                 |  |

Zwycięzca: LZS Walce
| 8 czerwca 2024 17:00 | Śląsk Łubniany · ?'? · ?'? | 2:1(?:?) | LZS Domaszkowice · ?'? |  |
|                      |                            |          |                        |  |

| 12 czerwca 2024 18:00 | LZS Domaszkowice · ?'? · ?'? | 2:4(?:?) | Śląsk Łubniany · ?'? · ?'?<br?> ?'? · ?'? |  |
|                       |                              |          |                                           |  |

Zwycięzca: Śląsk Łubniany

## Grupa IX (podkarpacka)

### Drużyny
| Uczestnicy poprzedniej edycji                                                                                 | Uczestnicy poprzedniej edycji | Uczestnicy poprzedniej edycji | Uczestnicy poprzedniej edycji |
| --- | ----------------------------- | ----------------------------- | ----------------------------- |
| NOW | Cosmos Nowotaniec             | 1                             |                               |
| ŁAŃ | Stal Łańcut                   | 3                             |                               |
| KOD | Sokół Kolbuszowa Dolna        | 4                             |                               |
| JKS | JKS 1909 Jarosław             | 5                             |                               |
| IZO | Izolator Boguchwała           | 6                             |                               |
| PIL | Legion Pilzno                 | 7                             |                               |
| ST2 | Stal II Rzeszów               | 8                             |                               |
| WWI | Wisłok Wiśniowa               | 9                             |                               |
| GLM | Głogovia Głogów Małopolski    | 10                            |                               |
| POP | Polonia Przemyśl              | 11                            |                               |
| LSM | Lechia Sędziszów Małopolski   | 12                            |                               |
| IGL | Igloopol Dębica               | 13                            |                               |
| KRZ | Korona Rzeszów                | 14                            |                               |
| Awans z klasy okręgowej 2022/2023                                                                             |                               |                               |                               |
| grupa Dębica                                                                                                  |                               |                               |                               |
| ROP | Błękitni Ropczyce             | 1                             |                               |
| grupa Jarosław                                                                                                |                               |                               |                               |
| PSL | Pogoń-Sokół Lubaczów          | 1                             |                               |
| grupa Krosno                                                                                                  |                               |                               |                               |
| ESA | Geo-Eko Ekoball Stal Sanok    | 1                             |                               |
| grupa Rzeszów                                                                                                 |                               |                               |                               |
| RE2 | Resovia II                    | 1                             |                               |
| grupa Stalowa Wola                                                                                            |                               |                               |                               |
| SKA | Sokół Kamień                  | 1                             |                               |
| Oznaczenia: - kolumna pierwsza – skróty nazw drużyn, - kolumna trzecia – miejsce zajęte w poprzednim sezonie. |                               |                               |                               |

Objaśnienia:
1. Cosmos Nowotaniec zrezygnował z awansu do III ligi, w związku z czym awansowały Karpaty Krosno (2. drużyna w tabeli).

### Tabela
| Lp. | Drużyna                         | M  | Z  | R | P  | Bramki | Bramki | Różn. | Pkt | Uwagi                       | Bezpośrednio |
| --- | ------------------------------- | -- | -- | - | -- | ------ | ------ | ----- | --- | --------------------------- | ------------ |
| 1   | Pogoń-Sokół Lubaczów (M) (A)    | 34 | 23 | 8 | 3  | 81     | 22     | +59   | 77  | Awans do III ligi           |              |
| 2   | Cosmos Nowotaniec               | 34 | 23 | 5 | 6  | 86     | 42     | +44   | 74  |                             |              |
| 3   | Stal Łańcut                     | 34 | 22 | 7 | 5  | 84     | 39     | +45   | 73  |                             |              |
| 4   | Geo-Eko Ekoball Stal Sanok      | 34 | 20 | 4 | 10 | 64     | 44     | +20   | 64  |                             |              |
| 5   | Legion Pilzno                   | 34 | 17 | 7 | 10 | 57     | 54     | +3    | 58  |                             |              |
| 6   | Głogovia Głogów Małopolski      | 34 | 18 | 3 | 13 | 51     | 48     | +3    | 57  |                             |              |
| 7   | Igloopol Dębica                 | 34 | 16 | 8 | 10 | 60     | 41     | +19   | 56  | IGL – KOD 1:0 KOD – IGL 1:2 |              |
| 8   | Sokół Kolbuszowa Dolna          | 34 | 17 | 5 | 12 | 66     | 42     | +24   | 56  | IGL – KOD 1:0 KOD – IGL 1:2 |              |
| 9   | Izolator Boguchwała             | 34 | 17 | 3 | 14 | 62     | 44     | +18   | 54  |                             |              |
| 10  | Sokół Kamień                    | 34 | 15 | 6 | 13 | 66     | 72     | −6    | 51  |                             |              |
| 11  | JKS Jarosław                    | 34 | 15 | 4 | 15 | 50     | 44     | +6    | 49  |                             |              |
| 12  | Wisłok Wiśniowa                 | 34 | 13 | 9 | 12 | 61     | 51     | +10   | 48  |                             |              |
| 13  | Błękitni Ropczyce (S)           | 34 | 13 | 9 | 12 | 65     | 75     | −10   | 48  | Spadek do klasy okręgowej   |              |
| 14  | Stal II Rzeszów (S)             | 34 | 12 | 4 | 18 | 71     | 57     | +14   | 40  | Spadek do klasy okręgowej   |              |
| 15  | Resovia II (S)                  | 34 | 10 | 4 | 20 | 45     | 69     | −24   | 34  | Spadek do klasy okręgowej   |              |
| 16  | Polonia Przemyśl (S)            | 34 | 6  | 7 | 21 | 36     | 60     | −24   | 25  | Spadek do klasy okręgowej   |              |
| 17  | Lechia Sędziszów Małopolski (S) | 34 | 4  | 0 | 30 | 30     | 104    | −74   | 12  | Spadek do klasy okręgowej   |              |
| 18  | Korona Rzeszów (S)              | 34 | 1  | 1 | 32 | 25     | 152    | −127  | 4   | Spadek do klasy okręgowej   |              |

## Grupa X (podlaska)

### Drużyny
| Uczestnicy poprzedniej edycji                                                                                 | Uczestnicy poprzedniej edycji | Uczestnicy poprzedniej edycji | Uczestnicy poprzedniej edycji |
| --- | ----------------------------- | ----------------------------- | ----------------------------- |
| TBP | Tur Bielsk Podlaski           | 2                             |                               |
| RWM | Ruch Wysokie Mazowieckie      | 3                             |                               |
| WIG | Wigry Suwałki                 | 4                             |                               |
| WAS | KS Wasilków                   | 5                             |                               |
| WIS | Wissa Szczuczyn               | 6                             |                               |
| WAR | Warmia Grajewo                | 7                             |                               |
| SZE | Sparta 1951 Szepietowo        | 8                             |                               |
| MIC | KS Michałowo                  | 9                             |                               |
| ŚNI | KS Śniadowo                   | 10                            |                               |
| MOŃ | Promień Mońki                 | 11                            |                               |
| MBI | MOSP Białystok                | 12                            |                               |
| KSG | KS Grabówka                   | 13                            |                               |
| KRK | Krypnianka Krypno             | 14                            |                               |
| CCB | Czarni Czarna Białostocka     | 15                            |                               |
| DĄB | Dąb Dąbrowa Białostocka       | 16                            |                               |
| CRS | Cresovia Siemiatycze          | 171                           |                               |
| Awans z klasy okręgowej 2022/2023                                                                             |                               |                               |                               |
| grupa podlaska                                                                                                |                               |                               |                               |
| TYK | Hetman Tykocin                | 1                             |                               |
| OCZ | Orlęta Czyżew                 | 2                             |                               |
| Oznaczenia: - kolumna pierwsza – skróty nazw drużyn, - kolumna trzecia – miejsce zajęte w poprzednim sezonie. |                               |                               |                               |

Objaśnienia:
1. Cresovia Siemiatycze wygrała baraże o utrzymanie w IV lidze z GKS-em Gródek.

### Tabela
| Lp. | Drużyna                       | M  | Z  | R  | P  | Bramki | Bramki | Różn. | Pkt | Uwagi                       | Bezpośrednio |
| --- | ----------------------------- | -- | -- | -- | -- | ------ | ------ | ----- | --- | --------------------------- | ------------ |
| 1   | Wigry Suwałki (M) (A)         | 34 | 30 | 3  | 1  | 159    | 31     | +128  | 93  | Awans do III ligi           |              |
| 2   | KS Wasilków                   | 34 | 29 | 4  | 1  | 129    | 27     | +102  | 91  |                             |              |
| 3   | Ruch Wysokie Mazowieckie      | 34 | 27 | 2  | 5  | 101    | 42     | +59   | 83  |                             |              |
| 4   | Warmia Grajewo                | 34 | 24 | 5  | 5  | 112    | 38     | +74   | 77  |                             |              |
| 5   | Tur Bielsk Podlaski           | 34 | 16 | 7  | 11 | 64     | 51     | +13   | 55  |                             |              |
| 6   | MOSP Białystok                | 34 | 15 | 7  | 12 | 69     | 61     | +8    | 52  |                             |              |
| 7   | Wissa Szczuczyn               | 34 | 13 | 7  | 14 | 63     | 81     | −18   | 46  | WIS – MIC 2:1 MIC – WIS 3:4 |              |
| 8   | KS Michałowo                  | 34 | 14 | 4  | 16 | 77     | 76     | +1    | 46  | WIS – MIC 2:1 MIC – WIS 3:4 |              |
| 9   | Krypnianka Krypno             | 34 | 11 | 10 | 13 | 50     | 66     | −16   | 43  |                             |              |
| 10  | Promień Mońki                 | 34 | 11 | 7  | 16 | 56     | 78     | −22   | 40  |                             |              |
| 11  | Orlęta Czyżew                 | 34 | 11 | 6  | 17 | 67     | 93     | −26   | 39  |                             |              |
| 12  | Sparta 1951 Szepietowo        | 34 | 12 | 3  | 19 | 47     | 68     | −21   | 39  |                             |              |
| 13  | KS Śniadowo                   | 34 | 10 | 4  | 20 | 59     | 86     | −27   | 34  |                             |              |
| 14  | Hetman Tykocin                | 34 | 9  | 5  | 20 | 50     | 102    | −52   | 32  |                             |              |
| 15  | KS Grabówka                   | 34 | 7  | 9  | 18 | 48     | 81     | −33   | 30  |                             |              |
| 16  | Czarni Czarna Białostocka (B) | 34 | 7  | 8  | 19 | 41     | 79     | −38   | 29  | Baraże o utrzymanie         |              |
| 17  | Cresovia Siemiatycze (S)      | 34 | 7  | 1  | 26 | 45     | 114    | −69   | 22  | Spadek do klasy okręgowej   |              |
| 18  | Dąb Dąbrowa Białostocka (S)   | 34 | 4  | 6  | 24 | 41     | 104    | −63   | 18  | Spadek do klasy okręgowej   |              |

### Baraże o utrzymanie
W barażach o utrzymanie wzięły udział 16. drużyna podlaskiej grupy IV ligi i 3. drużyna klasy okręgowej. Zwycięzca uzyskał prawo do gry w IV lidze w następnym sezonie. 
| 22 czerwca 2024 15:00 | Sparta Augustów · ?'? · ?'? · ?'? · ?'? · ?'? | 5:1(?:?) | Czarni Czarna Białostocka · ?'? |  |
|                       |                                               |          |                                 |  |

| 26 czerwca 2024 16:00 | Czarni Czarna Białostocka · ?'? · ?'? · ?'? · ?'? · ?'? · ?'? · ?'? | 7:2(?:?) | Sparta Augustów · ?'? · ?'? |  |
|                       |                                                                     |          |                             |  |

Zwycięzca: Czarni Czarna Białostocka

## Grupa XI (pomorska)

### Drużyny
| Uczestnicy poprzedniej edycji                                                                                 | Uczestnicy poprzedniej edycji | Uczestnicy poprzedniej edycji | Uczestnicy poprzedniej edycji |
| --- | ----------------------------- | ----------------------------- | ----------------------------- |
| MAL | Pomezania Malbork             | 2                             |                               |
| NOS | Grom Nowy Staw                | 3                             |                               |
| GRW | Gryf Wejherowo                | 4                             |                               |
| CC2 | Chojniczanka II Chojnice      | 5                             |                               |
| JAG | Jaguar Gdańsk                 | 6                             |                               |
| AR2 | Arka II Gdynia                | 7                             |                               |
| AGA | Anioły Garczegorze            | 8                             |                               |
| MWŁ | MKS Władysławowo              | 9                             |                               |
| SSY | Sparta Sycewice               | 10                            |                               |
| DZI | Powiśle Dzierzgoń             | 11                            |                               |
| GKO | GKS Kolbudy                   | 12                            |                               |
| GRS | Gryf Słupsk                   | 13                            |                               |
| LĘB | Pogoń Lębork                  | 14                            |                               |
| Spadek z III ligi 2022/2023                                                                                   |                               |                               |                               |
| grupa II |                               |                               |                               |
| BAŁ | Bałtyk Gdynia                 | 17                            |                               |
| Awans z klasy okręgowej 2022/2023                                                                             |                               |                               |                               |
| grupa Gdańsk I                                                                                                |                               |                               |                               |
| GG2 | Gedania II Gdańsk             | 1                             |                               |
| grupa Gdańsk II                                                                                               |                               |                               |                               |
| SKW | Supra Kwidzyn                 | 1                             |                               |
| RS2 | Radunia II Stężyca            | 32                            |                               |
| grupa Słupsk                                                                                                  |                               |                               |                               |
| MIA | Start Miastko                 | 21                            |                               |
| Oznaczenia: - kolumna pierwsza – skróty nazw drużyn, - kolumna trzecia – miejsce zajęte w poprzednim sezonie. |                               |                               |                               |

Objaśnienia:
1. Sokół Wyczechy (mistrz grupy słupskiej klasy okręgowej) zrezygnował z awansu, w związku z czym awansowała 2. w tabeli Start Miastko.
2. Radunia II Stężyca wygrała dwustopniowe baraże o awans do IV ligi.

### Tabela
| Lp. | Drużyna                  | M  | Z  | R  | P  | Bramki | Bramki | Różn. | Pkt | Uwagi                       | Bezpośrednio              |
| --- | ------------------------ | -- | -- | -- | -- | ------ | ------ | ----- | --- | --------------------------- | ------------------------- |
| 1   | Gryf Słupsk (M) (A)      | 34 | 27 | 3  | 4  | 92     | 35     | +57   | 84  | Awans do III ligi           |                           |
| 2   | Jaguar Gdańsk            | 34 | 27 | 1  | 6  | 100    | 42     | +58   | 82  |                             |                           |
| 3   | Grom Nowy Staw           | 34 | 22 | 6  | 6  | 84     | 40     | +44   | 72  |                             |                           |
| 4   | Bałtyk Gdynia            | 34 | 21 | 4  | 9  | 84     | 50     | +34   | 67  |                             |                           |
| 5   | Pomezania Malbork        | 34 | 16 | 11 | 7  | 79     | 46     | +33   | 59  |                             |                           |
| 6   | Gryf Wejherowo           | 34 | 18 | 3  | 13 | 87     | 61     | +26   | 57  |                             |                           |
| 7   | Chojniczanka II Chojnice | 34 | 17 | 3  | 14 | 79     | 71     | +8    | 54  |                             |                           |
| 8   | Anioły Garczegorze       | 34 | 13 | 6  | 15 | 59     | 56     | +3    | 45  |                             |                           |
| 9   | Supra Kwidzyn            | 34 | 12 | 8  | 14 | 42     | 66     | −24   | 44  |                             |                           |
| 10  | Radunia II Stężyca       | 34 | 12 | 7  | 15 | 63     | 73     | −10   | 43  |                             |                           |
| 11  | Sparta Sycewice          | 34 | 10 | 11 | 13 | 58     | 70     | −12   | 41  |                             |                           |
| 12  | Pogoń Lębork             | 34 | 10 | 10 | 14 | 58     | 59     | −1    | 40  | LĘB – DZI 5:1 DZI – LĘB 2:1 |                           |
| 13  | Powiśle Dzierzgoń (S)    | 34 | 10 | 10 | 14 | 45     | 62     | −17   | 40  | LĘB – DZI 5:1 DZI – LĘB 2:1 | Spadek do klasy okręgowej |
| 14  | MKS Władysławowo (S)     | 34 | 10 | 9  | 15 | 64     | 83     | −19   | 39  |                             | Spadek do klasy okręgowej |
| 15  | Arka II Gdynia (S)       | 34 | 7  | 9  | 18 | 58     | 68     | −10   | 30  |                             | Spadek do klasy okręgowej |
| 16  | Gedania II Gdańsk (S)    | 34 | 7  | 4  | 23 | 51     | 91     | −40   | 25  |                             | Spadek do klasy okręgowej |
| 17  | GKS Kolbudy (S)          | 34 | 5  | 6  | 23 | 29     | 92     | −63   | 21  |                             | Spadek do klasy okręgowej |
| 18  | Start Miastko (S)        | 34 | 3  | 7  | 24 | 40     | 107    | −67   | 16  |                             | Spadek do klasy okręgowej |

## Grupa XII (śląska I)

### Drużyny
| Uczestnicy poprzedniej edycji                                                                                 | Uczestnicy poprzedniej edycji | Uczestnicy poprzedniej edycji | Uczestnicy poprzedniej edycji |
| --- | ----------------------------- | ----------------------------- | ----------------------------- |
| SZJ | Szczakowianka Jaworzno        | 1                             |                               |
| PI2 | Piast II Gliwice              | 2                             |                               |
| PKA | Podlesianka Katowice          | 3                             |                               |
| DZB | Drama Zbrosławice             | 4                             |                               |
| ROZ | Rozwój Katowice               | 5                             |                               |
| ZS2 | Zagłębie II Sosnowiec         | 6                             |                               |
| MYS | MKS Myszków                   | 7                             |                               |
| UDG | Unia Dąbrowa Górnicza         | 8                             |                               |
| RRA | Ruch Radzionków               | 9                             |                               |
| RĘD | Unia Rędziny                  | 10                            |                               |
| SZO | Szombierki Bytom              | 11                            |                               |
| VCZ | Victoria Częstochowa          | 12                            |                               |
| SIE | Przemsza Siewierz             | 13                            |                               |
| Awans z klasy okręgowej 2022/2023                                                                             |                               |                               |                               |
| grupa śląska I                                                                                                |                               |                               |                               |
| OMI | Orzeł Miedary                 | 1                             |                               |
| grupa śląska II                                                                                               |                               |                               |                               |
| ZKL | Znicz Kłobuck                 | 1                             |                               |
| grupa śląska IV                                                                                               |                               |                               |                               |
| SPA | Sparta Katowice               | 1                             |                               |
| Oznaczenia: - kolumna pierwsza – skróty nazw drużyn, - kolumna trzecia – miejsce zajęte w poprzednim sezonie. |                               |                               |                               |

Objaśnienia:
1. Szczakowianka Jaworzno przegrała baraże o awans do III ligi z Unią Turza Śląska.

### Tabela
| Lp. | Drużyna                      | M  | Z  | R  | P  | Bramki | Bramki | Różn. | Pkt | Uwagi                                | Bezpośrednio                |
| --- | ---------------------------- | -- | -- | -- | -- | ------ | ------ | ----- | --- | ------------------------------------ | --------------------------- |
| 1   | Podlesianka Katowice (M) (B) | 30 | 18 | 8  | 4  | 59     | 29     | +30   | 62  | Baraże o III ligę                    |                             |
| 2   | Drama Zbrosławice            | 30 | 18 | 5  | 7  | 83     | 39     | +44   | 59  |                                      |                             |
| 3   | Sparta Katowice              | 30 | 16 | 8  | 6  | 64     | 43     | +21   | 56  |                                      |                             |
| 4   | Ruch Radzionków              | 30 | 15 | 9  | 6  | 57     | 32     | +25   | 54  |                                      |                             |
| 5   | Unia Dąbrowa Górnicza        | 30 | 15 | 5  | 10 | 46     | 43     | +3    | 50  | UDG – VCZ 3:0 VCZ – UDG 1:1          |                             |
| 6   | Victoria Częstochowa         | 30 | 14 | 8  | 8  | 51     | 49     | +2    | 50  | UDG – VCZ 3:0 VCZ – UDG 1:1          |                             |
| 7   | Piast II Gliwice             | 30 | 11 | 14 | 5  | 59     | 42     | +17   | 47  |                                      |                             |
| 8   | Rozwój Katowice              | 30 | 14 | 4  | 12 | 48     | 40     | +8    | 46  |                                      |                             |
| 9   | Przemsza Siewierz            | 30 | 13 | 6  | 11 | 51     | 56     | −5    | 45  |                                      |                             |
| 10  | MKS Myszków1 (B)             | 30 | 12 | 3  | 15 | 69     | 61     | +8    | 39  | Baraże o utrzymanie Drużyna wycofana |                             |
| 11  | Szombierki Bytom (S)         | 30 | 9  | 9  | 12 | 41     | 56     | −15   | 36  | Spadek do V ligi                     |                             |
| 12  | Zagłębie II Sosnowiec (S)    | 30 | 8  | 8  | 14 | 46     | 53     | −7    | 32  | Spadek do V ligi                     |                             |
| 13  | Szczakowianka Jaworzno (S)   | 30 | 5  | 8  | 17 | 35     | 54     | −19   | 23  | Spadek do V ligi                     |                             |
| 14  | Unia Rędziny (S)             | 30 | 6  | 4  | 20 | 26     | 58     | −32   | 22  | Spadek do V ligi                     |                             |
| 15  | Orzeł Miedary (S)            | 30 | 4  | 9  | 17 | 31     | 76     | −45   | 21  | Spadek do V ligi                     | OMI – ZKL 0:0 ZKL – OMI 2:3 |
| 16  | Znicz Kłobuck (S)            | 30 | 5  | 6  | 19 | 31     | 66     | −35   | 21  | Spadek do V ligi                     | OMI – ZKL 0:0 ZKL – OMI 2:3 |

### Baraże o awans do III ligi
W barażach o awans wzięli udział mistrzowie obu grup śląskich. Zwycięzca uzyskał awans do III ligi na kolejny sezon. 
| 15 czerwca 2024 11:00 | Podbeskidzie II Bielsko-Biała | 0:2(0:2) | Podlesianka Katowice · 3' Marius Curoș · 14' Przemysław Żemła |  |
|                       |                               |          |                                                               |  |

| 18 czerwca 2024 17:30 | Podlesianka Katowice · 83' Łukasz Winiarczyk | 1:1(0:0) | Podbeskidzie II Bielsko-Biała · 87' Giorgi Merebaszwili |  |
|                       |                                              |          |                                                         |  |

Zwycięzca: Podlesianka Katowice

### Baraże o utrzymanie
W barażach o utrzymanie wzięły udział drużyny z miejsca 10. obu grup śląskich. Zwycięzca utrzymywał się na poziomie IV ligi na następny sezon. 
| 15 czerwca 2024 11:00 | MKS Myszków · ?'? | 1:2(?:?) | ROW 1964 Rybnik · ?'? · ?'? |  |
|                       |                   |          |                             |  |

| 18 czerwca 2024 17:30 | ROW 1964 Rybnik · ?'? · ?'? | 2:2(?:?) | MKS Myszków · ?'? · ?'? |  |
|                       |                             |          |                         |  |

Zwycięzca: ROW 1964 Rybnik

## Grupa XIII (śląska II)

### Drużyny
| Uczestnicy poprzedniej edycji                                                                                 | Uczestnicy poprzedniej edycji | Uczestnicy poprzedniej edycji | Uczestnicy poprzedniej edycji |
| --- | ----------------------------- | ----------------------------- | ----------------------------- |
| PŁG | Polonia Łaziska Górne         | 2                             |                               |
| LBE | LKS Bełk                      | 3                             |                               |
| ORN | Gwarek Ornontowice            | 4                             |                               |
| TY2 | GKS II Tychy                  | 5                             |                               |
| CZN | LKS Czaniec                   | 6                             |                               |
| PO2 | Podbeskidzie II Bielsko-Biała | 7                             |                               |
| ŁĘK | Orzeł Łękawica                | 8                             |                               |
| MRK | MRKS Czechowice-Dziedzice     | 9                             |                               |
| ROW | ROW 1964 Rybnik               | 10                            |                               |
| KUŹ | Kuźnia Ustroń                 | 11                            |                               |
| SPL | Spójnia Landek                | 12                            |                               |
| LĘD | MKS Lędziny                   | 13                            |                               |
| Spadek z III ligi 2022/2023                                                                                   |                               |                               |                               |
| grupa III |                               |                               |                               |
| ODR | Odra Wodzisław Śląski         | 17                            |                               |
| Awans z klasy okręgowej 2022/2023                                                                             |                               |                               |                               |
| grupa śląska III                                                                                              |                               |                               |                               |
| LKT | LKS Tworków                   | 1                             |                               |
| grupa śląska V                                                                                                |                               |                               |                               |
| RE2 | Rekord II Bielsko-Biała       | 1                             |                               |
| grupa śląska VI                                                                                               |                               |                               |                               |
| TEM | Tempo Puńców                  | 1                             |                               |
| Oznaczenia: - kolumna pierwsza – skróty nazw drużyn, - kolumna trzecia – miejsce zajęte w poprzednim sezonie. |                               |                               |                               |

### Tabela
| Lp. | Drużyna                               | M  | Z  | R | P  | Bramki | Bramki | Różn. | Pkt | Uwagi               | Bezpośrednio |
| --- | ------------------------------------- | -- | -- | - | -- | ------ | ------ | ----- | --- | ------------------- | ------------ |
| 1   | Podbeskidzie II Bielsko-Biała (M) (B) | 30 | 19 | 6 | 5  | 91     | 37     | +54   | 63  | Baraże o III ligę   |              |
| 2   | Spójnia Landek                        | 30 | 17 | 5 | 8  | 54     | 33     | +21   | 56  |                     |              |
| 3   | Polonia Łaziska Górne                 | 30 | 16 | 6 | 8  | 64     | 35     | +29   | 54  |                     |              |
| 4   | Rekord II Bielsko-Biała               | 30 | 17 | 2 | 11 | 59     | 45     | +14   | 53  |                     |              |
| 5   | LKS Bełk                              | 30 | 15 | 7 | 8  | 66     | 40     | +26   | 52  |                     |              |
| 6   | Gwarek Ornontowice                    | 30 | 14 | 8 | 8  | 59     | 31     | +28   | 50  |                     |              |
| 7   | Odra Wodzisław Śląski                 | 30 | 14 | 7 | 9  | 59     | 48     | +11   | 49  |                     |              |
| 8   | GKS II Tychy                          | 30 | 14 | 6 | 10 | 60     | 41     | +19   | 48  |                     |              |
| 9   | Kuźnia Ustroń                         | 30 | 13 | 8 | 9  | 60     | 46     | +14   | 47  |                     |              |
| 10  | ROW 1964 Rybnik (B)                   | 30 | 12 | 5 | 13 | 57     | 67     | −10   | 41  | Baraże o utrzymanie |              |
| 11  | Tempo Puńców (S)                      | 30 | 11 | 7 | 12 | 54     | 64     | −10   | 40  | Spadek do V ligi    |              |
| 12  | Orzeł Łękawica (S)                    | 30 | 11 | 6 | 13 | 43     | 42     | +1    | 39  | Spadek do V ligi    |              |
| 13  | MRKS Czechowice-Dziedzice (S)         | 30 | 11 | 5 | 14 | 45     | 50     | −5    | 38  | Spadek do V ligi    |              |
| 14  | LKS Czaniec (S)                       | 30 | 5  | 7 | 18 | 41     | 64     | −23   | 22  | Spadek do V ligi    |              |
| 15  | LKS Tworków (S)                       | 30 | 6  | 3 | 21 | 37     | 84     | −47   | 21  | Spadek do V ligi    |              |
| 16  | MKS Lędziny1                          | 30 | 1  | 0 | 29 | 13     | 135    | −122  | 3   | Drużyna wycofana    |              |

### Baraże o awans do III ligi
W barażach o awans wzięli udział mistrzowie obu grup śląskich. Zwycięzca uzyskał awans do III ligi na kolejny sezon. 
| 15 czerwca 2024 11:00 | Podbeskidzie II Bielsko-Biała | 0:2(0:2) | Podlesianka Katowice · 3' Marius Curoș · 14' Przemysław Żemła |  |
|                       |                               |          |                                                               |  |

| 18 czerwca 2024 17:30 | Podlesianka Katowice · 83' Łukasz Winiarczyk | 1:1(0:0) | Podbeskidzie II Bielsko-Biała · 87' Giorgi Merebaszwili |  |
|                       |                                              |          |                                                         |  |

Zwycięzca: Podlesianka Katowice

### Baraże o utrzymanie
W barażach o utrzymanie wzięły udział drużyny z miejsca 10. obu grup śląskich. Zwycięzca utrzymywał się na poziomie IV ligi na następny sezon. 
| 15 czerwca 2024 11:00 | MKS Myszków · ?'? | 1:2(?:?) | ROW 1964 Rybnik · ?'? · ?'? |  |
|                       |                   |          |                             |  |

| 18 czerwca 2024 17:30 | ROW 1964 Rybnik · ?'? · ?'? | 2:2(?:?) | MKS Myszków · ?'? · ?'? |  |
|                       |                             |          |                         |  |

Zwycięzca: ROW 1964 Rybnik

## Grupa XIV (świętokrzyska)

### Drużyny
| Uczestnicy poprzedniej edycji                                                                                 | Uczestnicy poprzedniej edycji | Uczestnicy poprzedniej edycji | Uczestnicy poprzedniej edycji |
| --- | ----------------------------- | ----------------------------- | ----------------------------- |
| MOR | Moravia Morawica              | 2                             |                               |
| RUD | GKS Rudki                     | 3                             |                               |
| NOW | GKS Nowiny                    | 4                             |                               |
| GSK | Granat Skarżysko-Kamienna     | 5                             |                               |
| KLI | Klimontowianka Klimontów      | 6                             |                               |
| WMA | Wierna Małogoszcz             | 7                             |                               |
| PST | Pogoń 1945 Staszów            | 8                             |                               |
| NKO | Neptun Końskie                | 9                             |                               |
| SDA | Spartakus Daleszyce           | 10                            |                               |
| BUS | AKS 1947 Busko-Zdrój          | 11                            |                               |
| ORK | Orlęta Kielce                 | 12                            |                               |
| ALO | Alit Ożarów                   | 13                            |                               |
| KUN | Stal Kunów                    | 14                            |                               |
| Spadek z III ligi 2022/2023                                                                                   |                               |                               |                               |
| grupa IV |                               |                               |                               |
| KO2 | Korona II Kielce              | 15                            |                               |
| WSA | Wisła Sandomierz              | 16                            |                               |
| Awans z klasy okręgowej 2022/2023                                                                             |                               |                               |                               |
| grupa świętokrzyska                                                                                           |                               |                               |                               |
| ŁYS | Łysica Bodzentyn              | 1                             |                               |
| WŁO | Hetman Włoszczowa             | 2                             |                               |
| PAW | Arka Pawłów                   | 3                             |                               |
| Oznaczenia: - kolumna pierwsza – skróty nazw drużyn, - kolumna trzecia – miejsce zajęte w poprzednim sezonie. |                               |                               |                               |

### Tabela
| Lp. | Drużyna                   | M  | Z  | R | P  | Bramki | Bramki | Różn. | Pkt | Uwagi                       | Bezpośrednio |
| --- | ------------------------- | -- | -- | - | -- | ------ | ------ | ----- | --- | --------------------------- | ------------ |
| 1   | Korona II Kielce (M) (A)  | 34 | 28 | 3 | 3  | 127    | 28     | +99   | 87  | Awans do III ligi           |              |
| 2   | AKS 1947 Busko-Zdrój      | 34 | 23 | 5 | 6  | 85     | 40     | +45   | 74  |                             |              |
| 3   | Alit Ożarów               | 34 | 23 | 3 | 8  | 76     | 38     | +38   | 72  |                             |              |
| 4   | GKS Rudki                 | 34 | 19 | 5 | 10 | 67     | 38     | +29   | 62  |                             |              |
| 5   | Orlęta Kielce             | 34 | 17 | 9 | 8  | 75     | 43     | +32   | 60  |                             |              |
| 6   | Klimontowianka Klimontów  | 34 | 17 | 8 | 9  | 69     | 50     | +19   | 59  |                             |              |
| 7   | Moravia Morawica          | 34 | 17 | 3 | 14 | 95     | 51     | +44   | 54  | MOR – ŁYS 5:2 ŁYS – MOR 3:1 |              |
| 8   | Łysica Bodzentyn          | 34 | 16 | 6 | 12 | 82     | 54     | +28   | 54  | MOR – ŁYS 5:2 ŁYS – MOR 3:1 |              |
| 9   | Neptun Końskie            | 34 | 15 | 8 | 11 | 53     | 41     | +12   | 53  | NKO – NOW 1:0 NOW – NKO 3:4 |              |
| 10  | GKS Nowiny                | 34 | 16 | 5 | 13 | 75     | 46     | +29   | 53  | NKO – NOW 1:0 NOW – NKO 3:4 |              |
| 11  | Wierna Małogoszcz         | 34 | 13 | 8 | 13 | 59     | 46     | +13   | 47  |                             |              |
| 12  | Arka Pawłów               | 34 | 13 | 5 | 16 | 68     | 65     | +3    | 44  | PAW – GSK 2:0 GSK – PAW 2:2 |              |
| 13  | Granat Skarżysko-Kamienna | 34 | 12 | 8 | 14 | 66     | 56     | +10   | 44  | PAW – GSK 2:0 GSK – PAW 2:2 |              |
| 14  | Spartakus Daleszyce       | 34 | 9  | 7 | 18 | 40     | 65     | −25   | 34  |                             |              |
| 15  | Pogoń 1945 Staszów        | 34 | 5  | 8 | 21 | 39     | 72     | −33   | 23  |                             |              |
| 16  | Hetman Włoszczowa         | 34 | 5  | 5 | 24 | 54     | 106    | −52   | 20  |                             |              |
| 17  | Wisła Sandomierz (S)      | 34 | 4  | 5 | 25 | 25     | 199    | −174  | 17  | Spadek do klasy okręgowej   |              |
| 18  | Stal Kunów (S)            | 34 | 3  | 1 | 30 | 26     | 143    | −117  | 10  | Spadek do klasy okręgowej   |              |

## Grupa XV (warmińsko-mazurska)

### Drużyny
| Uczestnicy poprzedniej edycji                                                                                 | Uczestnicy poprzedniej edycji | Uczestnicy poprzedniej edycji | Uczestnicy poprzedniej edycji |
| --- | ----------------------------- | ----------------------------- | ----------------------------- |
| PLW | Polonia Lidzbark Warmiński    | 2                             |                               |
| MAM | Mamry Giżycko                 | 3                             |                               |
| MRĄ | Mrągowia Mrągowo              | 4                             |                               |
| JEZ | Jeziorak Iława                | 5                             |                               |
| BIS | Tęcza Biskupiec               | 6                             |                               |
| ZBP | Znicz Biała Piska             | 7                             |                               |
| KĘT | Granica Kętrzyn               | 8                             |                               |
| ROM | Rominta Gołdap                | 9                             |                               |
| OL2 | Olimpia II Elbląg             | 10                            |                               |
| DKS | DKS Dobre Miasto              | 11                            |                               |
| MOL | Motor Lubawa                  | 121                           |                               |
| PIŁ | Polonia Iłowo                 | 132                           |                               |
| OLO | Olimpia Olsztynek             | 143                           |                               |
| Awans z klasy okręgowej 2022/2023                                                                             |                               |                               |                               |
| grupa warmińsko-mazurska I                                                                                    |                               |                               |                               |
| EŁK | Mazur Ełk                     | 1                             |                               |
| grupa warmińsko-mazurska II                                                                                   |                               |                               |                               |
| CON | Constract Lubawa              | 1                             |                               |
| Oznaczenia: - kolumna pierwsza – skróty nazw drużyn, - kolumna trzecia – miejsce zajęte w poprzednim sezonie. |                               |                               |                               |

| Uczestnicy dołączeni do ligi | Uczestnicy dołączeni do ligi |
| ---------------------------- | ---------------------------- |
| Stomil II Olsztyn            | -4                           |

Objaśnienia:
1. Motor Lubawa wygrała baraże o utrzymanie w IV lidze z Zatoką Braniewo.
2. Polonia Iłowo wygrała baraże o utrzymanie w IV lidze z Victorią Bartoszyce.
3. Ze względu na wycofanie się Sokoła Ostróda z rozgrywek III ligi i utrzymania tamże Concordii Elbląg, w IV lidze utrzymała się Olimpia Olsztynek jako najwyżej sklasyfikowany spadkowicz w poprzednim sezonie[21].
4. Stomil II Olsztyn został dokooptowany do rozgrywek.

### Tabela
| Lp. | Drużyna                            | M  | Z  | R  | P  | Bramki | Bramki | Różn. | Pkt | Uwagi                                                          | Bezpośrednio        |
| --- | ---------------------------------- | -- | -- | -- | -- | ------ | ------ | ----- | --- | -------------------------------------------------------------- | ------------------- |
| 1   | Polonia Lidzbark Warmiński (M) (A) | 30 | 24 | 3  | 3  | 94     | 21     | +73   | 75  | Awans do III ligi                                              |                     |
| 2   | Znicz Biała Piska                  | 30 | 19 | 6  | 5  | 85     | 35     | +50   | 63  |                                                                |                     |
| 3   | Mrągowia Mrągowo                   | 30 | 19 | 5  | 6  | 71     | 38     | +33   | 62  |                                                                |                     |
| 4   | Rominta Gołdap                     | 30 | 16 | 9  | 5  | 56     | 41     | +15   | 57  |                                                                |                     |
| 5   | DKS Dobre Miasto                   | 30 | 15 | 7  | 8  | 52     | 41     | +11   | 52  |                                                                |                     |
| 6   | Olimpia II Elbląg                  | 30 | 13 | 7  | 10 | 46     | 42     | +4    | 46  | OL2 – BIS 2:1 BIS – OL2 1:1                                    |                     |
| 7   | Tęcza Biskupiec                    | 30 | 12 | 10 | 8  | 50     | 37     | +13   | 46  | OL2 – BIS 2:1 BIS – OL2 1:1                                    |                     |
| 8   | Granica Kętrzyn                    | 30 | 12 | 7  | 11 | 53     | 46     | +7    | 43  |                                                                |                     |
| 9   | Jeziorak Iława                     | 30 | 10 | 6  | 14 | 52     | 64     | −12   | 36  |                                                                |                     |
| 10  | Mamry Giżycko                      | 30 | 10 | 4  | 16 | 44     | 65     | −21   | 34  |                                                                |                     |
| 11  | Olimpia Olsztynek                  | 30 | 8  | 6  | 16 | 44     | 63     | −19   | 30  | OLO: 9 pkt, różn. +7 EŁK: 4 pkt, różn. -2 CON: 4 pkt, różn. -5 |                     |
| 12  | Mazur Ełk                          | 30 | 7  | 9  | 14 | 42     | 54     | −12   | 30  | OLO: 9 pkt, różn. +7 EŁK: 4 pkt, różn. -2 CON: 4 pkt, różn. -5 |                     |
| 13  | Constract Lubawa (B)               | 30 | 9  | 3  | 18 | 53     | 80     | −27   | 30  | OLO: 9 pkt, różn. +7 EŁK: 4 pkt, różn. -2 CON: 4 pkt, różn. -5 | Baraże o utrzymanie |
| 14  | Stomil II Olsztyn (B)              | 30 | 8  | 5  | 17 | 44     | 67     | −23   | 29  |                                                                | Baraże o utrzymanie |
| 15  | Motor Lubawa (S)                   | 30 | 5  | 10 | 15 | 26     | 49     | −23   | 25  | Spadek do klasy okręgowej                                      |                     |
| 16  | Polonia Iłowo (S)                  | 30 | 3  | 3  | 24 | 29     | 98     | −69   | 12  | Spadek do klasy okręgowej                                      |                     |

### Baraże o utrzymanie
W barażach o utrzymanie brały udział drużyny z miejsc 13-14 IV ligi, gr. warmińsko-mazurskiej i wicemistrzowie obu grup klasy okręgowej z tego województwa. Zwycięzcy dwumeczów uzyskali prawo do gry w IV lidze w następnym sezonie.
| 22 czerwca 2024 15:00 | Constract Lubawa · ?'? | 1:2(?:?) | Sokół Ostróda · ?'? · ?'? |  |
|                       |                        |          |                           |  |

| 29 czerwca 2024 15:00 | Sokół Ostróda · ?'? · ?'? | 2:2(?:?) | Constract Lubawa · ?'? · ?'? |  |
|                       |                           |          |                              |  |

Zwycięzca: Sokół Ostróda
| 22 czerwca 2024 17:30 | Stomil II Olsztyn · ?'? · ?'? · ?'? · ?'? · ?'? | 5:1(?:?) | Orlęta Reszel · ?'? |  |
|                       |                                                 |          |                     |  |

| 29 czerwca 2024 15:00 | Orlęta Reszel · ?'? · ?'? · ?'? · ?'? | 4:4(?:?) | Stomil II Olsztyn · ?'? · ?'? · ?'? · ?'? |  |
|                       |                                       |          |                                           |  |

Zwycięzca: Stomil II Olsztyn

## Grupa XVI (wielkopolska)

### Drużyny
| Uczestnicy poprzedniej edycji                                                                                 | Uczestnicy poprzedniej edycji     | Uczestnicy poprzedniej edycji | Uczestnicy poprzedniej edycji |
| --- | --------------------------------- | ----------------------------- | ----------------------------- |
| NLB | Nielba Wągrowiec                  | 2                             |                               |
| MGN | Mieszko Gniezno                   | 3                             |                               |
| KOR | Kotwica Kórnik                    | 4                             |                               |
| LIP | Lipno Stęszew                     | 5                             |                               |
| COW | Centra Ostrów Wielkopolski        | 6                             |                               |
| WRZ | Victoria Września                 | 7                             |                               |
| PIA | Korona Piaski                     | 8                             |                               |
| HPO | Huragan Pobiedziska               | 9                             |                               |
| KOŚ | Obra Kościan                      | 10                            |                               |
| TPO | Tarnovia Tarnowo Podgórne         | 11                            |                               |
| GOŁ | LKS Gołuchów                      | 13                            |                               |
| PLE | Polonia 1912 Leszno               | 14                            |                               |
| KĘP | Polonia 1908 Marcinki Kępno       | 151                           |                               |
| Spadek z III ligi 2022/2023                                                                                   |                                   |                               |                               |
| grupa II |                                   |                               |                               |
| JAR | Jarota Jarocin                    | 16                            |                               |
| Awans z V ligi 2022/2023                                                                                      |                                   |                               |                               |
| grupa wielkopolska I                                                                                          |                                   |                               |                               |
| CHO | Polonia Chodzież                  | 1                             |                               |
| ŁOB | Pogoń Łobżenica                   | 2                             |                               |
| grupa wielkopolska II                                                                                         |                                   |                               |                               |
| WLP | Wiara Lecha Poznań                | 1                             |                               |
| grupa wielkopolska III                                                                                        |                                   |                               |                               |
| OST | Ostrovia 1909 Ostrów Wielkopolski | 1                             |                               |
| Oznaczenia: - kolumna pierwsza – skróty nazw drużyn, - kolumna trzecia – miejsce zajęte w poprzednim sezonie. |                                   |                               |                               |

Objaśnienia:
1. Iskra Szydłowo wycofała się po zakończeniu poprzedniego sezonu, w związku z czym utrzymała się Polonia 1908 Marcinki Kępno.
2. Pogoń Łobżenica wygrała dwustopniowe baraże o awans do IV ligi.

### Tabela
| Lp. | Drużyna                           | M  | Z  | R  | P  | Bramki | Bramki | Różn. | Pkt | Uwagi                       | Bezpośrednio |
| --- | --------------------------------- | -- | -- | -- | -- | ------ | ------ | ----- | --- | --------------------------- | ------------ |
| 1   | Kotwica Kórnik (M) (A)            | 34 | 25 | 4  | 5  | 99     | 41     | +58   | 79  | Awans do III ligi           |              |
| 2   | Lipno Stęszew                     | 34 | 21 | 8  | 5  | 85     | 41     | +44   | 71  |                             |              |
| 3   | Obra Kościan                      | 34 | 20 | 6  | 8  | 64     | 47     | +17   | 66  |                             |              |
| 4   | Huragan Pobiedziska               | 34 | 19 | 5  | 10 | 60     | 38     | +22   | 62  |                             |              |
| 5   | Polonia 1912 Leszno               | 34 | 18 | 6  | 10 | 52     | 35     | +17   | 60  |                             |              |
| 6   | Nielba Wągrowiec                  | 34 | 16 | 9  | 9  | 70     | 45     | +25   | 57  |                             |              |
| 7   | Polonia Chodzież                  | 34 | 15 | 7  | 12 | 59     | 56     | +3    | 52  |                             |              |
| 8   | Victoria Września                 | 34 | 14 | 6  | 14 | 71     | 58     | +13   | 48  |                             |              |
| 9   | Mieszko Gniezno                   | 34 | 14 | 5  | 15 | 65     | 58     | +7    | 47  | MGN – WLP 4:2 WLP – MGN 2:6 |              |
| 10  | Wiara Lecha Poznań                | 34 | 14 | 5  | 15 | 53     | 55     | −2    | 47  | MGN – WLP 4:2 WLP – MGN 2:6 |              |
| 11  | LKS Gołuchów                      | 34 | 12 | 8  | 14 | 54     | 62     | −8    | 44  |                             |              |
| 12  | Ostrovia 1909 Ostrów Wielkopolski | 34 | 11 | 9  | 14 | 45     | 50     | −5    | 42  |                             |              |
| 13  | Centra Ostrów Wielkopolski        | 34 | 11 | 8  | 15 | 54     | 80     | −26   | 41  |                             |              |
| 14  | Jarota Jarocin                    | 34 | 9  | 6  | 19 | 58     | 86     | −28   | 33  |                             |              |
| 15  | Korona Piaski                     | 34 | 8  | 7  | 19 | 53     | 65     | −12   | 31  |                             |              |
| 16  | Polonia 1908 Marcinki Kępno (B)   | 34 | 6  | 11 | 17 | 40     | 72     | −32   | 29  | Baraże o utrzymanie         |              |
| 17  | Tarnovia Tarnowo Podgórne (S)     | 34 | 7  | 6  | 21 | 51     | 69     | −18   | 27  | Spadek do V ligi            |              |
| 18  | Pogoń Łobżenica (S)               | 34 | 5  | 6  | 23 | 44     | 119    | −75   | 21  | Spadek do V ligi            |              |

### Baraże o utrzymanie
W dwustopniowych barażach o utrzymanie brała udział 16. drużyna wielkopolskiej grupy IV ligi oraz wicemistrzowie 3 grup wielkopolskich V ligi. Zwycięzca uzyskał prawo do gry w IV lidze w następnym sezonie.

#### Półfinały
| 26 czerwca 2024 18:00 | Polonia Golina · 56' Krystian Robak · 70', 76' Adam Iwiński | 3:0(0:0) | Zamek Gołańcz |  |
|                       |                                                             |          |               |  |

Awans do finału: Polonia Golina
| 26 czerwca 2024 18:00 | Polonia 1908 Marcinki Kępno · 25', 50', 63' Patryk Moś · 70' Patryk Słupianek | 4:1(1:1) | Zawisza Łęka Opatowska · 6' Aleksander Muzyka |  |
|                       |                                                                               |          |                                               |  |

Awans do finału: Polonia 1908 Marcinki Kępno

#### Finał
| 29 czerwca 2024 17:00 | Polonia 1908 Marcinki Kępno · ?'? | 1:2(?:?) | Polonia Golina · ?'? · ?'? |  |
|                       |                                   |          |                            |  |

Zwycięzca: Polonia Golina

## Grupa XVII (zachodniopomorska)

### Drużyny
| Uczestnicy poprzedniej edycji                                                                                 | Uczestnicy poprzedniej edycji | Uczestnicy poprzedniej edycji | Uczestnicy poprzedniej edycji |
| --- | ----------------------------- | ----------------------------- | ----------------------------- |
| STA | Kluczevia Stargard            | 2                             |                               |
| BAK | Bałtyk Koszalin               | 3                             |                               |
| GWK | Gwardia Koszalin              | 4                             |                               |
| ISM | Iskierka Śmierdnica           | 5                             |                               |
| WYB | Wybrzeże Rewalskie Rewal      | 6                             |                               |
| BSĄ | Biali Sądów                   | 7                             |                               |
| WPO | Wieża Postomino               | 8                             |                               |
| GOS | Olimp Gościno                 | 9                             |                               |
| MBO | Mechanik Bobolice             | 10                            |                               |
| BŁ2 | Błękitni II Stargard          | 11                            |                               |
| DYG | Perła Dygowo                  | 123                           |                               |
| OWA | Orzeł Wałcz                   | 13                            |                               |
| CHP | Chemik Police                 | 141                           |                               |
| SZC | MKP Szczecinek                | 152                           |                               |
| Awans z klasy okręgowej 2022/2023                                                                             |                               |                               |                               |
| grupa zachodniopomorska I                                                                                     |                               |                               |                               |
| GOL | Ina Goleniów                  | 1                             |                               |
| grupa zachodniopomorska II                                                                                    |                               |                               |                               |
| CHO | Odra Chojna                   | 1                             |                               |
| grupa zachodniopomorska III                                                                                   |                               |                               |                               |
| DDA | Darłovia Darłowo              | 1                             |                               |
| grupa zachodniopomorska IV                                                                                    |                               |                               |                               |
| UDO | Unia Dolice                   | 1                             |                               |
| Oznaczenia: - kolumna pierwsza – skróty nazw drużyn, - kolumna trzecia – miejsce zajęte w poprzednim sezonie. |                               |                               |                               |

Objaśnienia:
1. Chemik Police wygrał baraże o utrzymanie w IV lidze z Gryfem Kamień Pomorski.
2. MKP Szczecinek wygrał baraże o utrzymanie w IV lidze z Leśnikiem Manowo.
3. Rasel Dygowo zmienił nazwę przed sezonem na Perła Dygowo.

### Tabela
| Lp. | Drużyna                          | M  | Z  | R  | P  | Bramki | Bramki | Różn. | Pkt | Uwagi                       | Bezpośrednio |
| --- | -------------------------------- | -- | -- | -- | -- | ------ | ------ | ----- | --- | --------------------------- | ------------ |
| 1   | Wybrzeże Rewalskie Rewal (M) (A) | 34 | 30 | 2  | 2  | 120    | 35     | +85   | 92  | Awans do III ligi           |              |
| 2   | Gwardia Koszalin                 | 34 | 27 | 6  | 1  | 118    | 20     | +98   | 87  |                             |              |
| 3   | Bałtyk Koszalin                  | 34 | 28 | 2  | 4  | 106    | 23     | +83   | 86  |                             |              |
| 4   | Kluczevia Stargard               | 34 | 26 | 3  | 5  | 120    | 30     | +90   | 81  |                             |              |
| 5   | Biali Sądów                      | 34 | 17 | 7  | 10 | 74     | 58     | +16   | 58  |                             |              |
| 6   | Ina Goleniów                     | 34 | 17 | 6  | 11 | 84     | 64     | +20   | 57  |                             |              |
| 7   | Iskierka Śmierdnica              | 34 | 12 | 10 | 12 | 65     | 57     | +8    | 46  | ISM – BŁ2 2:2 BŁ2 – ISM 0:4 |              |
| 8   | Błękitni II Stargard             | 34 | 13 | 7  | 14 | 56     | 67     | −11   | 46  | ISM – BŁ2 2:2 BŁ2 – ISM 0:4 |              |
| 9   | Perła Dygowo                     | 34 | 11 | 10 | 13 | 47     | 72     | −25   | 43  |                             |              |
| 10  | Olimp Gościno                    | 34 | 12 | 5  | 17 | 56     | 76     | −20   | 41  |                             |              |
| 11  | Darłovia Darłowo                 | 34 | 11 | 4  | 19 | 55     | 74     | −19   | 37  |                             |              |
| 12  | Mechanik Bobolice                | 34 | 11 | 3  | 20 | 53     | 96     | −43   | 36  | MBO – SZC 1:2 SZC – MBO 1:3 |              |
| 13  | MKP Szczecinek                   | 34 | 10 | 6  | 18 | 53     | 83     | −30   | 36  | MBO – SZC 1:2 SZC – MBO 1:3 |              |
| 14  | Chemik Police (B)                | 34 | 8  | 10 | 16 | 50     | 67     | −17   | 34  | Baraże o utrzymanie         |              |
| 15  | Orzeł Wałcz (B)                  | 34 | 8  | 6  | 20 | 44     | 86     | −42   | 30  | Baraże o utrzymanie         |              |
| 16  | Wieża Postomino (S)              | 34 | 7  | 3  | 24 | 38     | 98     | −60   | 24  | Spadek do klasy okręgowej   |              |
| 17  | Unia Dolice (S)                  | 34 | 6  | 1  | 27 | 28     | 90     | −62   | 19  | Spadek do klasy okręgowej   |              |
| 18  | Odra Chojna (S)                  | 34 | 5  | 3  | 26 | 29     | 100    | −71   | 18  | Spadek do klasy okręgowej   |              |

### Baraże o utrzymanie
W dwustopniowych barażach o utrzymanie brały udział drużyny z miejsc 14-15 zachodniopomorskiej grupy IV ligi oraz 4 wicemistrzów grup klasy okręgowej z tego województwa. W pierwszej fazie mecze rozegrali ze sobą wicemistrzowie klas okręgowych, natomiast w drugiej zwycięzcy zmierzyli się z zespołami z IV ligi. Zwycięzcy II rundy uzyskali prawo do gry w IV lidze w następnym sezonie.

#### I runda
| 15 czerwca 2024 16:00 | Gryf Kamień Pomorski · ?'? · ?'? | 2:1 (p.d.)(?:?) | Energetyk Gryfino · ?'? |  |
|                       |                                  |                 |                         |  |

Zwycięzca: Gryf Kamień Pomorski
| 15 czerwca 2024 17:00 | Zefir Wyszewo | 0:1(0:?) | Ina Ińsko · ?'? |  |
|                       |               |          |                 |  |

Zwycięzca: Ina Ińsko

#### II runda
| 22 czerwca 2024 16:00 | Gryf Kamień Pomorski · ?'? | 1:2 (p.d.)(?:?) | Chemik Police · ?'? · ?'? |  |
|                       |                            |                 |                           |  |

Zwycięzca: Chemik Police
| 22 czerwca 2024 17:00 | Ina Ińsko · ?'? | 1:2(?:?) | Orzeł Wałcz · ?'? · ?'? |  |
|                       |                 |          |                         |  |

Zwycięzca: Orzeł Wałcz